# Por si no te vuelvo a ver
Por si no te vuelvo a ver és una pel·lícula de comèdia musical mexicana dirigida per Juan Pablo Villaseñor estrenada en 1997 en l'edició del Festival Internacional de Cinema de Guadalajara. Va obtenir el Premi Ariel a la millor pel·lícula en la XL edició dels Premis Ariel.

## Sinopsi
Un quintet musical format per ancians que es troba retirat en un asil, amb el pretext de lliurar les cendres de la seva amiga Rosita a Margarita, la seva neboda, amb la condició d'aconseguir el seu somni de presentar-se sobre un escenari.

## Repartiment
- Jorge Galván..Bruno
- Ignacio Retes…Poncho
- Justo Martínez…Óscar Martínez
- Max Kerlow…Gonzalo
- Rodolfo Vélez…Fabián
- Leticia Huijara…Margarita Ríos López
- Zaide Silvia Gutiérrez…la enfermera Silvia
- Ana Bertha Espín…directora del asilo
- Angelina Peláez…Diana Menchaca
- Blanca Torres…Rosita López
- José Carlos Rodríguez..doctor Eduardo Bolaños
- Alfredo Alonso…Vinicio
- Óscar Castañeda…Miranda
- Aurora Cortés…Ofelia

## Premis
A la XL edició dels Premis Ariel va guanyar vuit premis de 19 nominacions.
| 1998 | Centro de Capacitación Cinematográfica | Millor pel·lícula            | Guanyador |
| 1998 | Juan Pablo Villaseñor                  | Millor direcció              | Guanyador |
| 1998 | Jorge Galván                           | Millor actor                 | Guanyador |
| 1998 | Leticia Huijara                        | Millor actriu                | Guanyador |
| 1998 | Max Kerlow                             | Millor coactuació masculina  | Guanyador |
| 1998 | Justo Martinez                         | Millor coactuació masculina  | Nominat   |
| 1998 | Angelina Peláez                        | Millor coactuació femenina   | Nominat   |
| 1998 | Zaide Silvia Gutiérrez                 | Millor coactuació femenina   | Nominat   |
| 1998 | Ignacio Retes                          | Millor actor de repartiment  | Guanyador |
| 1998 | Blanca Torres                          | Millor actriu de repartiment | Guanyador |
| 1998 | Ana Bertha Espín                       | Millor actriu de repartiment | Nominat   |
| 1998 | Juan Pablo Villaseñor                  | Millor guió adaptat          | Nominat   |
| 1998 | Juan Pablo Villaseñor                  | Millor argument original     | Guanyador |
| 1998 | Juan Pablo Villaseñor                  | Millor opera prima           | Nominat   |
| 1998 | Tito Enríquez                          | Millor banda sonora          | Nominat   |
| 1998 | Rocío Ramírez                          | Millor escenografia          | Nominat   |
| 1998 | Guillermo Rodríguez                    | Millor ambientació           | Nominat   |
| 1998 | Verónica Telch                         | Millor vestuari              | Nominat   |
| 1998 | Diana Byrne                            | Millor maquillatge           | Nominat   |